# Paweł Zegarłowicz
Paweł Zegarłowicz (ur. 2 lutego 1962 w Warszawie) – były polski dziennikarz radiowy, w latach 1994–1997 redaktor naczelny Programu III Polskiego Radia, od 2006 odpowiedzialny za komunikację i marketing w Banku Handlowym w Warszawie.

## Życiorys
Absolwent ekonomii (1987) Szkoły Głównej Planowania i Statystyki w Warszawie (obecnie SGH).
W latach 1983–2001 związany z Programem III Polskiego Radia. Pracował również jako dyrektor programowy w stacjach Tok FM i ESKA.
W latach 2001–2006 był doradcą prezesa zarządu AmerBanku, w tym był odpowiedzialny za projekt zmiany nazwy banku na DZ Bank Polska.
Od 2006 zatrudniony w Banku Handlowym w Warszawie, początkowo jako rzecznik prasowy i kierownik biura prasowego. Od 1 września 2012 roku dyrektor Departamentu Komunikacji Korporacyjnej i Marketingu banku.

### Działalność dziennikarska
Od 1983 roku współpracownik, a od 1 VI 1987 etatowy pracownik Programu III Polskiego Radia.
W latach 1987–1998 prezenter i wydawca audycji „Zapraszamy do Trójki”. W latach 1991–1993 kierownik redakcji „Aktualności - Zapraszamy do Trójki”. W latach 1994–1997 dyrektor i redaktor naczelny Programu III Polskiego Radia.

### Osiągnięcia
W 1994 stworzył Dział Promocji Trójki, który m.in. rozpoczął produkcję kubków Trójki.
W styczniu 1995 wprowadził emisję całodobową Trójki.
Był współautorem (wraz z Janem Borkowskim) koncepcji modernizacji studia koncertowo-nagraniowego Trójki.
W rezultacie, 1 kwietnia 1997 roku, oddano do użytku Muzyczne Studio Polskiego Radia im. Agnieszki Osieckiej, wówczas najnowocześniejsze studio koncertowo-nagraniowe w Polsce.
W 1996 roku wprowadził Trójkę do Internetu. Program III Polskiego Radia jako pierwszy ogólnopolski program radiowy, rozpoczął nadawanie w systemie Real Audio oraz przywrócił w Trójce cykliczną emisję reportażu. W 1996 roku stworzył także Redakcję Sportową Programu III (w składzie Tomasz Gorazdowski, Michał Olszański i Artur Kulikowski), która realizowała informacyjne serwisy sportowe oraz audycje publicystyczne, w tym cykliczną „Potrójmy o Sporcie”.
W 1997 roku przeprowadził wraz z Gazetą Wyborczą akcję „Rok reportażu 1997” (której pomysłodawcą po stronie Trójki był Janusz Deblessem). Projekt otrzymał II Nagrodę na International Features Conference – Prix Europa, Marketplace of Ideas w Berlinie w 1997.

## Odznaczenia i wyróżnienia
- 2011: odznaka honorowa „Za zasługi dla bankowości Rzeczypospolitej Polskiej”[15]
- 2022: Srebrny Medal za Długoletnią Służbę[16]